# گرگاب (سیرجان)
گرگاب یک روستا در ایران است که در بخش مرکزی شهرستان سیرجان واقع شده‌است.